# Жанне, Жером
Жером Жанне (фр. Jérôme Jeannet, род. 26 января 1977, Фор-де-Франс) — французский фехтовальщик-шпажист, четырехкратный чемпион мира в командных турнирах, трехкратный чемпион Европы (дважды в командных турнирах и в 2007 году в личных соревнованиях) и двукратный чемпион Олимпийских игр в командных турнирах. Старший брат олимпийского чемпиона Фабриса Жанне.

## Биография
Родился в 1977 году в Фор-де-Франсе (Мартиника). В 2001 году стал бронзовым призёром чемпионата мира. В 2002 году стал чемпионом Европы. В 2004 году стал чемпионом Олимпийских играх в Афинах. В 2005 году стал чемпионом мира. В 2007 году стал обладателем золотой и бронзовой медалей чемпионата мира, а также золотой и бронзовой медалей чемпионата Европы. В 2008 году стал чемпионом Европы и чемпионом Олимпийских играх в Пекине. В 2009 году стал обладателем золотой и бронзовой медалей чемпионата мира. В 2010 году вновь стал чемпионом мира.

## Награды и звания
24 сентября 2014 года было присвоено звание кавалера ордена Почётного легиона.